# Даравка (селище)
Даравка (рос. Даравка) — селище в Кологривському районі Костромської області Російської Федерації.
Населення становить 74 особи. Входить до складу муніципального утворення Ілєшевське сільське поселення.

## Історія
У 1936-1944 року населений пункт перебував у складі Горьковської області. Від 1944 належить до Костромської області.
Від 2007 року входить до складу муніципального утворення Ілєшевське сільське поселення.

## Населення
| 2008 | 2010 | 2014 |
| ---- | ---- | ---- |
| 61   | ↘51  | ↗74  |